# 先に生まれただけの僕
『先に生まれただけの僕』（さきにうまれただけのぼく）は、2017年10月14日から12月16日まで毎週土曜22時 - 22時54分に、日本テレビ系の土曜ドラマ枠で放送された日本のテレビドラマ。主演は櫻井翔。

## 制作
プロデューサーの次屋尚が、「未来を生きていく今の子供たちに大人は何を教えるべきか、その答えを探す」ことをテーマに、商社マンの主人公が私立高校の校長に就任して学校を立て直す「オリジナル社会派エンターテインメント作品」として制作するドラマ。
演出の水田伸生は、自分の境遇について鬱屈していて恨みのある男性のイメージで、アラン・ドロン主演の映画『太陽がいっぱい』のようなドラマを考えていたが、脚本家の福田靖が「学園ものはどうでしょうか?」と提案した。
舞台となる私立京明館高等学校は、経営する民間企業から不採算部門とされ、学業もスポーツもそれほど優れていない定員割れギリギリの学校だった。それを校長と教師陣が改革するため奮闘する物語である。
2017年8月下旬にクランクアップし、放送開始前に撮影を終えた。
放送後に福田靖がこの世界は数字ありきで、評判がよくても数字がついてこなければ続編はないとし「こうなったのは、やっぱり僕たちはなにか失敗したんです。いろいろ言い訳はありますが、わかりやすいタイトルではないし、校長が35歳なんて、普通に考えれば“とんでもドラマ”。そういうものは始めから視聴者のチョイスから外れてしまう。戦略を失敗したということで、チームとして反省すべきところです。」と答えている。

## キャスト

### 主要人物
鳴海 涼介（なるみ りょうすけ）〈35〉
演 - 櫻井翔
京明館高等学校の校長。以前は総合商社樫松物産で商社マンとして働いていたが出向を命じられた。教育現場の実態に戸惑う。元々教師では無いこともあり、生徒に対して建前で接するのではなく本音をぶつける。数学教師の免許を持っており、第2話で退職した及川に代わって一時的に教壇に立つ事になり、授業にアクティブラーニングを取り入れようとしたが、うまくいかず自分の力量不足を知る。だが、島津のアクティブラーニングの成功を見て、自身で数学教師を務めることを決意した。最終話にて、総合商社樫松物産を辞職し、学校法人京明館高等学校に転籍した。
真柴 ちひろ（ましば ちひろ）〈32〉
演 - 蒼井優
京明館高等学校特進クラス2年3組担任→同校特進クラス3年3組担任（最終話）。教務部（学籍担当）。現代社会教師。鳴海に反発しているが次第に触発されていく。弓道部顧問だが、弓道経験はない。
松原 聡子（まつばら さとこ）〈29〉
演 - 多部未華子
鳴海の恋人。総合商社樫松物産の社員。
鳴海とは互いに「サト」「涼くん」と呼び会う仲であったが、鳴海が校長に就任してから結婚について話し合ったりする機会や時間が徐々に減っていくことに寂しさを募らせ、第9話にて鳴海に電話で「婚約解消」を告げる。だが、「婚約解消」を間違っていたと思い、最終話の終盤にて鳴海にプロポーズされた際、彼の校長としての仕事に理解を示し、逆に松原自身より、鳴海にプロポーズした。

### 京明館高等学校教員
島津 智一（しまづ ともかず）〈29〉
演 - 瀬戸康史
2年2組担任→2年担任（最終話）。英語教師。退職した及川に代わって入試担当を務める。米国への留学経験がある。人見知りな性格で目立たなかったが、インストラクショナルデザインの方法論を学んでおり、それを実践することで存在感を発揮していく。真柴に好意を持っている。他の教師たちが反発した鳴海の方針にいち早く理解を示した。最終話の終盤にて、真柴に「二人だけで食事に行こう」と誘い、承諾してもらえた。
市村 薫（いちむら かおる）〈32〉
演 - 木南晴夏
1年3組担任→1年担任（最終話）。教務部（行事担当）。日本史教師。陰では鳴海を「ナルミン」と呼び、次第に鳴海の意見に共感するようになる。アクティブラーニングを行った結果、2年生の生徒に「授業中に調べものをする際、スマホを使っていいですか？」と言われてしまった。学校の規則では禁止されているため、対処に悩んでしまう。
矢部 日菜子（やべ ひなこ）〈23〉
演 - 森川葵
1年1組担任で教師1年目。音楽教師。吹奏楽部顧問。吹奏楽部のコーチに惚れ惚れしている節があった。
河原崎 孝太郎（かわらざき こうたろう）〈36〉
演 - 池田鉄洋
3年1組担任。生物教師。バスケ部顧問。バスケ経験はなく、綾野によると部活動中は「怒鳴っているだけ」らしい。基本的には杉山に同調しており、何かつけて「忙しい」を理由にしているが、実際は合コン三昧らしい。矢部に想いを寄せているが、相手にされていない様子。
郷原 達輝（ごうはら たつき）〈36〉
演 - 荒川良々
3年2組担任。元・自衛隊員の物理教師。杉山には逆らえず、なんでも「はい」と言ってしまう。当初は河原崎や杉山と共に鳴海の方針に反発する「抵抗勢力」であったが、オープンキャンパス後、自身の授業だけが「普通すぎた」ことで杉山たちに裏切られたと感じ、職員会議でマイナス発言をするようになった。最終話では友梨子に脅され、校長を遺留することになり、杉山や河原崎を説得して3人で校長室に姿を現す。
杉山 文恵（すぎやま ふみえ）〈50〉
演 - 秋山菜津子
3年3組担任、教務主任（企画・調整担当）。古文教師。既婚。河原崎や郷原を従えている。何かにつけて「3年生の担任は大変」や「進路指導で忙しい」を理由にしている。「樫松物産から派遣校長が来なければ自分が校長になれる」と思っていたため、鳴海への風当たりは強い。しかし、最終話終盤では鳴海への態度を和らげていた。
柏木 文夫（かしわぎ ふみお）〈56〉
演 - 風間杜夫
副校長。事務長も兼任している。趣味は落語の音声を聞くこと。最近、よく帰り際に松原とすれ違っており、餡蜜を食べながら鳴海に関する話をした。
綾野 沙織（あやの さおり）〈40〉
演 - 井川遥
養護教諭。京明館高等学校の卒業生。短大時代にできちゃった結婚をし、その3年後に夫が亡くなり、現在20歳の息子を一人で育てた。受験生を増やす試みの一つとして学校のブログを開設し、その執筆担当者を任される。
及川 祐二（おいかわ ゆうじ）〈42〉
演 - 木下ほうか（第1話・第2話）
2年1組担任。数学教師。生徒に全く関心がない。鳴海に「私の仕事は数学を教えること」と言い放し、生徒指導やクラス運営を放棄していた。第2話の終盤で鳴海から辞職を勧告され、退職した。退職後は、進学塾の数学講師を務めている。

### 京明館高等学校部活動コーチ
熱川 翔（あつかわ しょう）
演 - 松田悟志（第8話・第9話）
バスケット部のコーチ。実業団でバスケットのプレーをしている。気合いが入りすぎており、部活動に顧問の出る幕を与えない。また、顧問や学校の許可なく遠征試合を組んでしまい、費用が高額となることで保護者からクレームが殺到し、費用を学校側も負担することとなった。最終話では、男子バスケ部が関東大会準優勝したことを祝う垂幕が映った。
吉崎 直也（よしざき なおや）
演 - 松永博史（第8話・第9話）
テニス部のコーチ。
榊原 満寿代（さかきばら ますよ）
演 - 左時枝（第8話・第9話）
弓道部のコーチ。弓道歴50年で7段の資格を持っている。最終話では、男子生徒から準優勝者が出たことを祝う垂幕が映った。
城 司（じょう つかさ）
演 - 柿澤勇人（第8話・第9話）
吹奏楽部のコーチ。イケメン。青山音楽大学で指揮科の講師を務めている。

### 樫松物産
後藤田 圭（ごとうだ けい）〈35〉
演 - 平山浩行
総合商社樫松物産の社員。鳴海が校長に就任後、松原との仕事や海外出張が増えた。最終話にて、加賀谷専務に京明館高等学校への出向を命じられたが、鳴海が学校法人京明館高等学校に転籍したことにより、出向は取り消しとなり、総合商社樫松物産の教育事業としての取り扱いもなくなった。
南 隆太（みなみ りゅうた）
演 - 渋谷謙人（第6話・第9話・最終話）
総合商社樫松物産の社員。一度、松原と共に仕事をした。第9話で、再び松原と仕事をする。
香坂 友梨子（こうさか ゆりこ）〈29〉
演 - 松本まりか
専務秘書。鳴海が京明館高校の校長を退任しようとした際には、郷原に電話し、不祥事をネタに鳴海を慰留するよう脅した。鳴海が京明館高等学校に転籍すると加賀谷に告げたときは小さくガッツポーズをし、鳴海を励ました。
加賀谷 圭介（かがや けいすけ）〈52〉
演 - 高嶋政伸
専務。鳴海を敵視しており京明館高等学校の立て直しに本腰を入れ始めた鳴海に対して何かと因縁をつける。娘が都立北高校から京明館高校へ進学希望を変えた事に「鳴海が校長を務める高校に娘を通わせたくない」という個人的な理由で猛反対しており、娘の意思を尊重する妻・雅子や希美の京明館への入学を歓迎する沙織の意見にも耳を貸さず、鳴海を京明館から追い出そうと画策し始める。そして鳴海に「京明館で校長を続ける為に、『〈樫松物産〉から〈学校法人京明館高等学校〉に転籍する』か『京明館高校の校長を退任して会社に戻る』か」の二者択一を迫る。しかし最終話で鳴海が転籍を受け入れ樫松物産を辞職し、計画は失敗に終わる。エピローグではキングオブモンスターペアレントとして登場。娘のテストの成績が悪いのは何故だと学校に乗り込むも、鳴海を校長とは認められず校長という言葉が出なかった。
原 貴一郎（はら きいちろう）
演 - 小林勝也（第5話・第6話・第9話）
社長。鳴海から「オープンキャンパス」の実施資料を受け取った。

### 京明館高等学校保護者
三田 真咲美（みた まさみ）
演 - 神野三鈴（第7話）
特進クラス2年3組の三田ほのかの母。経産省勤務。ほのかには父は死んだと言っているが、実は未婚の母らしい。娘に幸せになってほしいと願っているが、真田との結婚は反対した。
大和田 和宏（おおわだ かずひろ）
演 - 升毅（第8話）
特進クラス2年3組の大和田達也の父。単身赴任で家庭にいなかったが、一時的に家庭に戻った際、息子の成績が下がっていて特進クラスをやめさせられることを知り、学校に抗議した。しかし、息子が塾をサボって将棋教室に通っていることやプロ棋士になりたいことを知ると、心配になり、鳴海や担任の真柴に相談し、抗議を取り止めた。

### 京明館高等学校生徒
公式サイトの「相関図&生徒名簿」による

#### 1年2組
| 役名       | 俳優名     |
| ---------- | ---------- |
| 池本めぐみ | 米山実來   |
| 内村未華子 | 古川明美花 |
| 梅原あや子 | 三村玲     |
| 岡本恭子   | 遥香       |
| 小畑なつみ | 古賀美月   |
| 柏原夏希   | 百瀬笑子   |
| 川崎里美   | 渡邉紗緒理 |
| 川田清花   | 柴田理名   |
| 後藤真喜子 | 関谷樹愛瑠 |
| 坂上尚子   | 赤塚俊子   |
| 武内美佳   | 西村彩     |
| 戸塚早紀   | 日暮未奈   |
| 町田柚香   | 生駒優香   |
| 勇川亜里砂 | 竹本咲良   |
| 米原夏美   | 瀬戸真莉奈 |
| 渡辺彩音   | 加々美瑠菜 |
| 相本尚     | 福地叶成   |
| 飯野将也   | 鈴木啓     |
| 大坂雄太   | 鴫原怜     |
| 黒谷光臣   | 大原由暉   |
| 杉田雄一   | 溝口太陽   |
| 高谷健     | 福本晟也   |
| 谷本正彦   | 山本賢太   |

#### 1年3組
| 役名         | 俳優名     |
| ------------ | ---------- |
| 相川なつみ   | 関りおん   |
| 浅田里奈     | 柳宙見     |
| 飯田早知     | 飯塚純音   |
| 内田麗奈     | 柴崎七虹   |
| 太田寛子     | 秋山芽依   |
| 片瀬美月     | 齊藤真菜美 |
| 五味真菜美   | 椿明来     |
| 坂上南朋     | 赤沼葵     |
| 榊原有紀     | 横島ふうか |
| 下川沙耶     | 荒井暖菜   |
| 富永真悠子   | 星れい     |
| 永井由梨     | 茂内麻結   |
| 平山薫       | 白石優愛   |
| 増田朝陽     | 葛屋柚香   |
| 守野優樹菜   | 入江怜     |
| 森安杏       | 小出紗加   |
| 依田真子     | 田中瑠愛   |
| 脇坂可奈美   | 橋口叶子   |
| 奥寺涼太     | 板垣李光人 |
| 勝村雅彦     | 武田勝斗   |
| 加藤達也     | 山下翼     |
| 城戸信吾     | 瀧澤翼     |
| 佐久間慎之介 | 吉田拓馬   |
| 杉山良成     | 佐藤蓮     |
| 田中亨       | 福崎那由他 |
| 中村慎介     | 細田佳央太 |
| 西谷昴       | 琉翔       |
| 松井聡       | 渋谷有磨   |
| 松野隼士     | 宍倉秀磨   |
| 米倉栄太     | 古市健太   |

#### 2年1組
| 役名       | 俳優名     |
| ---------- | ---------- |
| 伊藤夏希   | 大指茉依   |
| 岩崎若菜   | 花坂椎南   |
| 大川瑠奈   | 神岡実希   |
| 大沼さやか | 柿本朱里   |
| 香川瑞枝   | 石井愛乃   |
| 勝田あおい | 磯村ミラ   |
| 金村絵里香 | 西田梨々花 |
| 河村涼香   | 鈴木美羽   |
| 須賀友香   | 出口起新   |
| 立石なつみ | 森みなみ   |
| 豊島真悠子 | 須永真咲   |
| 長井美和子 | 戸畑心     |
| 秦野静佳   | 鈴原ゆりあ |
| 福士江美子 | 石井美音奈 |
| 三浦百合菜 | 宗田桃花   |
| 森井春菜   | 下村明日香 |
| 青木哲二   | 吉田晴登   |
| 市田勝久   | 千葉新大   |
| 上本光彦   | 藤原麗     |
| 小栗裕司   | 中村光紀   |
| 岸田春樹   | 亜蓮       |
| 北川憲人   | 齋藤優     |
| 小山祥太郎 | 立石ケン   |
| 白咲浩太郎 | 堀海登     |
| 杉浦章     | 船越耕太郎 |
| 関田康介   | 田代遥希   |
| 田代翔太   | 安藤瑠一   |
| 仲田まさし | 谷島光城   |
| 星田良雄   | 梅澤太一   |
| 山城洋一   | 山本拓海   |

#### 2年2組
| 役名       | 俳優名       |
| ---------- | ------------ |
| 浅川文世   | 黄木美佑     |
| 井出さやか | 日下玉巳     |
| 浦野幸子   | 佐々木奈那華 |
| 河村さとみ | 佐藤日向     |
| 北村えみ   | 江芳宇       |
| 笹川光     | 加賀美由樹   |
| 志賀美々   | 佐渡友彩子   |
| 角ひろみ   | 久慈純佳     |
| 谷口萌     | 駒井蓮       |
| 寺山祥子   | 長田侑子     |
| 西原優     | 榎本実優     |
| 畠山聡美   | 城山紗菜     |
| 藤ひろ子   | 鈴木理子     |
| 船橋愛     | 横山未空     |
| 横田薫子   | 長谷川ニイナ |
| 井上健太郎 | 塩谷満平     |
| 岩瀬徹平   | 岡田翔太郎   |
| 大谷守     | 廉史         |
| 角田雄太   | 石井拓巳     |
| 佐々木俊介 | 工藤大貴     |
| 重松風士   | 渋谷樹生     |
| 重松龍司   | 渋谷龍生     |
| 成瀬宏樹   | 高村竜馬     |
| 堀功輔     | 宮本ゆうや   |
| 真中昌宏   | 久保田賢治   |
| 水川翔平   | 岡亮         |
| 村木隆博   | 山岸和広     |
| 山寺健児   | 兼次要那     |

#### 2年3組
| 役名       | 俳優名                  |
| ---------- | ----------------------- |
| 石田沙里依 | 大幡しえり              |
| 磯山愛     | 上村歩未                |
| 井田奈央   | 新実芹菜                |
| 一ノ瀬由衣 | 森七菜                  |
| 上野美咲   | 松風理咲                |
| 大沢朱里   | 高畠千夏                |
| 大竹那奈   | 結城亜実                |
| 香川みあ   | 白川怜奈                |
| 鹿島理恵   | 諌山愛菜                |
| 金井恵美   | 田中芽衣                |
| 野口明日香 | 谷藤海咲                |
| 秦さとみ   | 嶋村杏樹                |
| 三田ほのか | 山田佳奈実              |
| 三好朝香   | 宇野愛海                |
| 桃井遙     | 須藤叶希                |
| 山崎亜美   | 増渕来夢                |
| 横井菜月   | 倉島颯良                |
| 相田修     | 松井奏（ジャニーズJr.） |
| 梅本満     | 醍醐虎汰朗              |
| 大和田達也 | 伊能佑之介              |
| 加瀬龍之介 | 佐久間悠                |
| 門倉陸     | 平田敦士                |
| 川口将生   | 西山潤                  |
| 杉田勇一   | 青木悠介                |
| 須崎康介   | 西村涼太郎              |
| 藤井琢磨   | 熊野義貴                |
| 星野知史   | 山下真人                |
| 三鷹信二   | 新川五朗                |
| 森大輝     | 森海哉                  |
| 山田純平   | 萩原利久                |

#### 3年1組
| 役名       | 俳優名     |
| ---------- | ---------- |
| 芦田佳奈   | 中田美優   |
| 新田智花   | 小山絵梨香 |
| 川上景子   | 平良李子   |
| 栗田玲那   | 中嶋春陽   |
| 酒井なつみ | 米村歩夢   |
| 竹原奈緒   | 森川奈於   |
| 塚原未来   | 櫻井遥     |
| 月島紀子   | 川嶋紗南   |
| 手島なお   | 円井わん   |
| 南野雪     | 高橋愛羅   |
| 新垣博美   | 佐元紅葉   |
| 北条真希   | 高柳真愛   |
| 三木由樹   | 花形りん   |
| 水川恵梨香 | 古賀美咲   |
| 矢口幸子   | 夏井かりん |
| 石田大     | 北澤優駿   |
| 岩崎博     | 吉田知央   |
| 浦田達郎   | 渡部大稀   |
| 大場知史   | 鈴木雄大   |
| 倉本真一   | 増田強     |

#### 3年2組
| 役名         | 俳優名     |
| ------------ | ---------- |
| 有田陽子     | 河上英里子 |
| 今泉奈緒     | 坂上麻優   |
| 岩本彩       | 山田葉子   |
| 宇佐美まひる | 鈴白響子   |
| 尾形礼子     | 小野花佳子 |
| 沢田一恵     | 齋藤ほのか |
| 重松千佳子   | 吉田梨緒那 |
| 高瀬淳子     | 岡嶋琳     |
| 石橋颯太     | 有元啓太朗 |
| 大滝寿明     | 諏訪珠理   |
| 海音寺賢治   | 石川大樹   |
| 北川隼士     | 長谷川修   |
| 倉田慎之介   | 小室涼我   |
| 佐竹亮       | 奥雄人     |
| 椎名健       | 堀坂一貴   |
| 高瀬瞬       | 伊藤あさひ |
| 辻村幸助     | 森田力斗   |
| 豊島猛       | 笹森裕貴   |
| 本間公康     | 里見直樹   |
| 村井隆博     | 神谷怜     |

#### 3年3組
| 役名         | 俳優名     |
| ------------ | ---------- |
| 岡村桜子     | 水春       |
| 小田直美     | 小倉優香   |
| 小野寺貴美子 | 島崎由莉香 |
| 柿沢さやか   | 渕上ひかる |
| 三枝瑠璃     | 吉田早紀   |
| 坂下恵子     | 林仁奈     |
| 笹森エリカ   | 紗英       |
| 柴田樹里     | 金野美穂   |
| 渋谷涼子     | 池澤汐音   |
| 須田紀香     | 石島美月   |
| 立石亮子     | 吉田汐里   |
| 中野小百合   | 長谷川麻由 |
| 野沢さとみ   | 古谷真友香 |
| 前野夏美     | 鈴木えりか |
| 吉川杏奈     | 尾屋葵     |
| 青柳公平     | 横山涼     |
| 有賀弘明     | 浦川祥哉   |
| 大矢龍吉     | 門下秀太郎 |
| 小川浩正     | 小林廉     |
| 川合克実     | 杉山宗賢   |
| 澤田洋介     | 原健太     |
| 菅野輝信     | 西村大樹   |
| 谷原亮       | 宮坂健太   |
| 戸沢健太郎   | 今野誠二郎 |
| 永島和成     | 岡田賢飛   |
| 久野はじめ   | 西川大聖   |
| 平野一輝     | 下里駿也   |
| 藤田竜人     | 栗原峻吾   |
| 吉田啓介     | 大久保樹   |

### 加賀谷家
加賀谷 希美（かがや のぞみ）
演 - 山田杏奈（第5話 - 第8話・最終話）
加賀谷専務の娘。オープンキャンパスを見て、偏差値47の東京都立北高校への志願を翻して、京明館高校の入学説明会に参加して、進学を希望する。最終話にて、京明館高校の生徒になり担任が市村であることが判明した。
加賀谷 瑠美（かがや るみ）
演 - 白石聖（第7話・第8話）
加賀谷専務の娘で、希美の姉。本郷女子大学附属高校に通っているが、大学に内部進学をせず、共学校の受験を希望する。
加賀谷 雅子（かがや まさこ）
演 - 西田尚美（第5話 - 第8話）
加賀谷専務の妻。娘の志望変更に意見する夫に対して、普段、仕事ばかりで家庭を顧みていないのに突然意見しても相手にされないと冷やかに意見する。

### その他
小手川（こてがわ）
演 - おかやまはじめ
京明館高校の近隣にある玉川第三中学校の進路指導担当の職員。京明館高校を生徒に受験してもらうよう、鳴海から話がきている。
長谷川 重彦（はせがわ しげひこ）〈50〉
演 - 田中義剛（第1話）
鳴海 とし江（なるみ としえ）〈61〉
演 - 東ちづる（第1話）
鳴海の母。
真田 貴弥（さなだ たかや）
演 - 福士誠治（第7話）
三田のバイト先（一部上場企業のチェーン店）の店長。三田とは「手は繋いでいる」関係。2018年1月1日に30歳の誕生日を迎える。三田の情熱に押されている感もあるが、高校卒業を待った上で結婚することに同意している。
山田良子
演 - 呑山仁奈子（第9話）

## スタッフ
- 原案・脚本 - 福田靖
- 音楽 - 平野義久
- 主題歌 - 嵐「Doors〜勇気の軌跡〜」(J Storm)[9]
- 副音声解説 - こおろぎさとみ[10]
- サウンドデザイン - 石井和之
- アクションコーディネーター - 佐々木修平
- VFXスーパーバイザー - オダイッセイ
- CG - ナイス・デー
- 授業指導 - 中村雄一
- 授業協力 - 大人の家庭教師
- 協力 - 豊南高等学校
- 監修 - 石濱勝
- 吹奏楽·指揮指導 - 川畑真一
- 吹奏楽協力 - 文教大学吹奏楽部
- 楽器協力 - 三浦学苑高等学校吹奏楽部
- リサーチ - フォーミュレーション
- 技術協力 - NiTRo、有限会社蓮
- 美術協力 - 日テレアート
- ポスプロ - IMAGICA
- スタジオ - 東宝スタジオ
- プロデューサー - 次屋尚（日本テレビ）、高橋史典（ケイファクトリー）
- 演出 - 水田伸生、相沢淳、鈴木勇馬
- 制作協力 - ケイファクトリー
- 制作著作 - 日テレ

## 放送日程
| 各話                                                                        | 放送日   | ラテ欄                                                                           | !演出    | 視聴率 |
| --------------------------------------------------------------------------- | -------- | -------------------------------------------------------------------------------- | -------- | ------ |
| 第1話                                                                       | 10月14日 | 未来を生きる子供たちのために教師は何を教えるべきか? サラリーマン校長の仰天改革!? | 水田伸生 | 10.1%  |
| 第2話                                                                       | 10月21日 | スクールカースト! 不登校! 教師の反乱! サラリーマン校長逆襲なるか?                | 水田伸生 | 07.5%  |
| 第3話                                                                       | 10月28日 | デジタル万引きはなぜダメ? 若き校長の本気が遂に高校を変え始める!?                 | 水田伸生 | 10.5%  |
| 第4話                                                                       | 11月04日 | 校長、怒涛のロングスピーチ! 改革から取り残された三年生のみんなへ!                | 水田伸生 | 07.7%  |
| 第5話                                                                       | 11月11日 | ボクらの未来、ボクらが創る! 変わり始めた学校! 誇りと熱意、涙の結晶               | 水田伸生 | 08.1%  |
| 第6話                                                                       | 11月18日 | プライド                                                                         | 相沢淳   | 08.7%  |
| 第7話                                                                       | 11月25日 | わたし幸せになります! 成績トップ女子生徒の結婚宣言に職員室は大紛糾               | 水田伸生 | 08.4%  |
| 第8話                                                                       | 12月02日 | 勉強より大切なこと。夢のためにボクは学校をやめます!                              | 鈴木勇馬 | 08.6%  |
| 第9話                                                                       | 12月09日 | 学校改革最大のピンチ! それは人生最大のピンチとともに                             | 相沢淳   | 08.2%  |
| 最終話                                                                      | 12月16日 | さよなら校長先生! 僕が伝えたかった最後の言葉                                     | 水田伸生 | 09.6%  |
| 平均視聴率 8.7%（視聴率はビデオリサーチ調べ、関東地区・世帯・リアルタイム） |          |                                                                                  |          |        |

- 第1話は、22時 - 23時8分の14分拡大放送。

## 受賞
- 第10回 コンフィデンスアワード・ドラマ賞（2017年）
  - 脚本賞（福田靖）[14][15]

## 関連商品

### Blu-ray・DVD
- ドラマ「先に生まれただけの僕」Blu-ray BOX：2018年4月25日発売、バップ、ディスク6枚、JAN 4988021715850
- ドラマ「先に生まれただけの僕」DVD-BOX：2018年4月25日発売、バップ、ディスク6枚、JAN 4988021146869

### サウンドトラック
ドラマ「先に生まれただけの僕」オリジナル・サウンドトラック：2017年11月29日発売、バップ、JAN 4988021819930
| 全作曲・編曲: 平野義久。 |                                          |      |            |
| #                        | タイトル                                 | 作詞 | 作曲・編曲 |
| 1.                       | 「The Main Theme~先に生まれただけの僕」  |      | 平野義久   |
| 2.                       | 「Here The Principal Comes」             |      | 平野義久   |
| 3.                       | 「Unmotivated」                          |      | 平野義久   |
| 4.                       | 「Lacking in Thrill」                    |      | 平野義久   |
| 5.                       | 「The Boss Snarls」                      |      | 平野義久   |
| 6.                       | 「Confronting Unjustness」               |      | 平野義久   |
| 7.                       | 「Open Campus Performance」              |      | 平野義久   |
| 8.                       | 「What Is Right?」                       |      | 平野義久   |
| 9.                       | 「Hesitation」                           |      | 平野義久   |
| 10.                      | 「私立京明館高等学校校歌 ~オーケストラ」 |      | 平野義久   |
| 11.                      | 「Relieved」                             |      | 平野義久   |
| 12.                      | 「Difficulties」                         |      | 平野義久   |
| 13.                      | 「Fretfulness」                          |      | 平野義久   |
| 14.                      | 「Let's Make It Happen」                 |      | 平野義久   |
| 15.                      | 「Good Vibrations」                      |      | 平野義久   |
| 16.                      | 「Empathy」                              |      | 平野義久   |
| 17.                      | 「私立京明館高等学校校歌 ~ピアノ・ソロ」 |      | 平野義久   |
| 18.                      | 「Peace of Mind」                        |      | 平野義久   |
| 19.                      | 「In Confusion」                         |      | 平野義久   |
| 20.                      | 「妄想 Flash Mob」                       |      | 平野義久   |
| 21.                      | 「Take It Easy」                         |      | 平野義久   |
| 22.                      | 「This Is Where I Belong」               |      | 平野義久   |
| 23.                      | 「Thinking of The Students」             |      | 平野義久   |
| 24.                      | 「The Most Important Thing」             |      | 平野義久   |
| 25.                      | 「We Are 京明館」                        |      | 平野義久   |

### グッズ
- ミニスクールバッグ - 京明館高校オリジナルスクールバッグのミニサイズ(20cm)ポーチ
- マスコットキーチェーン - ドラマの世界観を伝えることができるアイテムをモチーフにしたネコのマスコットキーチェーン
- ピンバッジセット - 京明館高校校章と樫松物産社章をデザインしたピンバッジセット、2個組
- ボールペン - 京明館高校校章をデザインしたボールペン